# Siders Bluff
Das Siders Bluff ist ein wuchtiges Felsenkliff im ostantarktischen Viktorialand. Es bildet das nordwestliche Ende der Tobin Mesa in der Mesa Range und besteht insbesondere aus Basalt aus dem Jura.
Geologische Feldforschungsteams der Ohio State University untersuchten das Kliff in zwei antarktischen Sommerkampagnen zwischen 1981 und 1983. Das Advisory Committee on Antarctic Names benannte es 1982 gemeinsam mit dem New Zealand Antarctic Place-Names Committee nach der Geologin Mary A. Siders, die an den Untersuchungen beteiligt war.